# Ли Цзяньбо
Ли Цзяньбо (кит. 李建波; род. 14 ноября 1986, Цюйцзин, Юньнань) — китайский легкоатлет, специалист по спортивной ходьбе. Выступал за сборную КНР по лёгкой атлетике в 2004—2013 годах, чемпион Азии, победитель Кубка мира в командном зачёте, победитель и призёр первенств республиканского значения, участник двух летних Олимпийских игр.

## Биография
Ли Цзяньбо родился 14 ноября 1986 года в городском округе Цюйцзин провинции Юньнань.
Впервые заявил о себе на международном уровне в сезоне 2004 года, когда вошёл в состав китайской сборной и выступил на юниорском азиатском первенстве в Ипохе, где в зачёте ходьбы на 10 000 метров превзошёл всех своих соперников и завоевал золотую медаль.
В 2007 году в дисциплине 50 км взял бронзу на чемпионате Азии по спортивной ходьбе в Кобе.
Благодаря череде удачных выступлений удостоился права защищать честь страны на летних Олимпийских играх 2008 года в Пекине — в программе 50 км показал результат 3:52:20, расположившись в итоговом протоколе соревнований на 14-й строке.
В 2009 году в дисциплине 20 км одержал победу на чемпионате Азии по спортивной ходьбе в Номи, занял 11-е место на чемпионате мира в Берлине, получил серебро на Спартакиаде народов КНР в Цзинане и золото на домашнем чемпионате Азии в Гуанчжоу.
В 2010 году на Кубке мира в Чиуауа занял 29-е место в личном зачёте 20 км, при этом китайские ходоки стали победителями командного зачёта.
На чемпионате мира 2011 года в Тэгу показал на финише 50 км 24-й результат.
В 2012 году на Кубке мира в Саранске сошёл с дистанции в 50 км. Выполнив олимпийский квалификационный норматив (3:59:00), благополучно прошёл отбор на Олимпийские игры в Лондоне — на сей раз в ходьбе на 50 км с личным рекордом 3:39:01 стал седьмым (впоследствии в связи с дисквалификацией троих российских ходоков поднялся в итоговом протоколе до четвёртой позиции).
В 2013 году в дисциплине 50 км занял 25-е место на чемпионате мира в Москве, стал серебряным призёром на Спартакиаде народов КНР в Шэньяне.